# Trance (bewustzijn)
Een trance is een dissociatief verschijnsel waarbij iemand een ander bewustzijnsniveau heeft. Wie in trance is, is minder gevoelig voor prikkels van buitenaf, maar is niet bewusteloos en slaapt ook niet. Het persoonlijke identiteitsgevoel kan verminderd zijn.
Er zijn verschillende omstandigheden waaronder iemand in trance kan raken. Het verschijnsel kan optreden bij een langdurig herhalen van dezelfde beweging, dagdromen, muziek en kunst. Ook bij een tekort aan slaap of zuurstof en bij koorts, ondervoeding door bijvoorbeeld hongerstaking of anorexia nervosa, het gebruik van bepaalde medicijnen en veel drugs vinden bewustzijnsveranderingen plaats die tot een trancetoestand kunnen leiden. Ook het beluisteren van bepaalde soorten melodieuze muziek die een euforische sfeer opwekken, zoals disco, house, dance en trance, kunnen een trance opwekken. 
Soms beschouwt men een trance als gewenst, omdat de toestand wordt gezien als een 'poort naar het onbewuste'. Hypnose kent bijvoorbeeld een aantal technieken om mensen in trance te brengen. Ook bij verschillende vormen van meditatie kan een trance optreden.
Een trance kan ook worden ervaren als religieus fenomeen. Bij sjamanisme en van oorsprong West-Afrikaanse religies worden bijvoorbeeld vaak mensen in trance gebracht. Ook bij het bidden in de islam en het christendom treedt soms een lichte trance op. In het Nationaal Antropologiemuseum in Mexico-Stad is een standbeeld van Xochipilli te zien. Wasson, Schultes, en Hofmann (drie archeologen die het standbeeld hebben bestudeerd) veronderstellen dat dit standbeeld Xochipilli voorstelt, in een soort trance. In combinatie met de houding van het lichaam stellen de duidelijk gegraveerde bloemen volgens hen bedwelmende (hallucinogene) kruiden voor.
Als een trance optreedt buiten een religieuze of culturele context, kan deze een symptoom zijn van een psychische aandoening, vaak gediagnosticeerd als dissociatieve stoornis niet anderszins omschreven (DSM-IV-code 300.15) of trance- en bezetenheidsstoornis (ICD-10-code F44.3). In het handboek DSM-IV wordt dissociatieve trancestoornis voorgesteld voor verder onderzoek.
Overigens is trance een heel alledaags verschijnsel. Iedereen die weleens helemaal verdiept is in een boek kent het - of althans maakt het mee. Want ook dan treden trance-verschijnselen op: je hebt even wat minder aandacht voor je omgeving, en ben je helemaal geconcentreerd op jezelf. Ook als je vaak dezelfde weg aflegt per auto of fiets treedt soms als vanzelf trance op: je merkt dan ineens dat je een heel stuk weg "gemist" hebt. Terwijl je ook weet dat als er zich iets ongewoons zou hebben voorgedaan je meteen weer helemaal alert geweest zou zijn.
Een lange rechte weg omzoomd door bomen is mede gevaarlijk omdat de eentonige rit gecombineerd met de door de bomen schijnende zon een automobilist in een lichte trance kan brengen, dit wordt ook wel polderblindheid genoemd. Deze trance kan gevaarlijk zijn door verminderde aandacht en alertheid.